# Hemingway special
Hemingway special är en cocktail baserad på drinken daiquiri, och är listad som en "Contemporary Classics", ungefär "Samtida klassiker", av International Bartenders Association. Den är gjord på rom, limejuice, maraschinolikör och grapefruktjuice och serveras i ett cocktailglas.

## Historia
Ernest Hemingway, som bodde en tid på Kuba, provade baren Floriditas signaturdrink, daiquiri. Han tyckte om den, men sa att han skulle föredra den utan socker och med dubbla mängden rom. Efter homom kallades drinken Hemingway daiquiri eller Papa Doble, där "Papa" var ett av hans smeknamn. Receptet modifierades senare ytterligare och med tillsatt grapefruktjuice namngavs drycken "Hemingway special".